# Народный художник Республики Марий Эл
Народный художник Республики Марий Эл — государственная награда, почётное звание Республики Марий Эл.

## История
Учреждено Законом Республики Марий Эл от 31 мая 1994 года.

## Основания награждения
Установлено для художников, создавших выдающиеся произведения живописи. скульптуры, графики, монументального, декоративно-прикладного искусства, которые внесли выдающийся вклад в художественную культуру Республики Марий Эл и получили широкое общественное признание.
Присваивается не ранее, чем через 5 лет после присвоения почётного звания «Заслуженный художник Республики Марий Эл» или «Заслуженный деятель искусств Республики Марий Эл». Присваивается Главой Республики Марий Эл с вручением удостоверения и нагрудного знака.

## Список обладателей почётного звания
- Ефимов Измаил Варсонофьевич (2009)
- Ямбердов Иван Михайлович (2020)